# Xenotrichula laccadivensis
Xenotrichula laccadivensis är en djurart som tillhör fylumet bukhårsdjur, och som beskrevs av Rao 1991. Xenotrichula laccadivensis ingår i släktet Xenotrichula och familjen Xenotrichulidae. Inga underarter finns listade i Catalogue of Life.